# Tabanus rallus
Tabanus rallus är en tvåvingeart som beskrevs av Philip 1978. Tabanus rallus ingår i släktet Tabanus och familjen bromsar. Inga underarter finns listade i Catalogue of Life.